# پرچم زامبیا

پرچم زامبیا پس از سال ۱۹۹۶

پرچم زامبیا از ۱۹۶۴ تا ۱۹۹۶

پرچم زامبیا در ۲۴ اکتبر ۱۹۶۴ پذیرفته شد اما در ۱۹۹۶ آن را کمی تغییر دادند. این پرچم نخست دارای پس‌زمینه‌ای به رنگ سبز تیره بود و در سمت راست آن، مستطیلی متشکل از سه نوار عمودی قرمز (چپ)، سیاه (میان) و نارنجی (راست) در زیر نقش عقابی نارنجی و در حال اوج‌گرفتن قرار داشت. اما در ۱۹۹۶ رنگ سبز روشنتری جایگزین سبز تیرهٔ پس‌زمینهٔ پرچم شد و تغییراتی جزئی نیز در نقش عقاب انجام گرفت تا به عقاب نشان رسمی شبیه‌تر باشد.
در این پرچم رنگ‌های سبز نشانهٔ پوشش گیاهی و منابع طبیعی، قرمز نشانهٔ مبارزه برای آزادی، سیاه نشانهٔ مردم زامبیا، و نارنجی نشانهٔ ثروت معادن کشور است. عقاب در حال اوج نیز بیانگر توانایی مردم زامبیا در غلبه بر مشکلات و پیشرفت کردن است.

## پرچم‌های دیگر

پرچم رئیس‌جمهور زامبیا
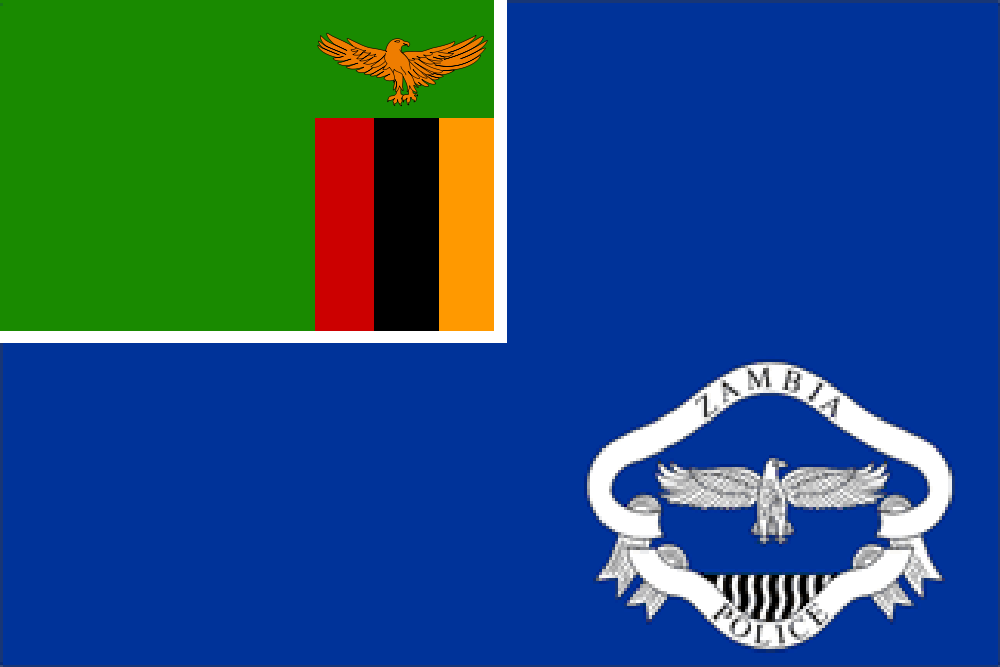
پرچم پلیس زامبیا
نشان نیروی هوایی زامبیا